# Teneal Attard
Teneal Attard (Mackay, 16 de marzo de 1985) es una exjugadora australiana de hockey sobre césped.

## Trayectoria
Attard debutó con la selección de Australia en el año 2004. En 2014 llegó a la final del Champions Trophy, al derrotar a Nueva Zelanda en las semifinales, por penales. En la final perdió por penales, después del empate 1 a 1, contra Argentina en Mendoza. Participó con su selección en los Juegos Olímpicos de Pekín 2008 y en los Juegos Olímpicos de Londres 2012.